# Unteres Tantra-Kolleg
| Tibetische Bezeichnung                                                |
| --------------------------------------------------------------------- |
| Tibetische Schrift: རྒྱུད་སྨད་གྲྭ་ཚང་                                       |
| Wylie-Transliteration: rgyud smad grwa tshang; rgyud smad grva tshang |
| Chinesische Bezeichnung                                               |
| Vereinfacht: 下密院                                                   |
| Pinyin:Xiamiyuan                                                      |

Das Untere Tantra-Kolleg (tib. rgyud smad grwa tshang), dessen heutige Gebäude aus dem 18. Jahrhundert stammen, befindet sich in der Straße Beijing-Ost im Innenstadt-Stadtbezirk (auch: Thrinkönchü) der tibetischen Hauptstadt Lhasa. Das heute sechzig Mönche beherbergende Kloster liegt am unteren Lhasa-Fluss, daher sein Name.
Zu seiner Zeit war es die wichtigste tantrische Lehreinrichtung.
Es wurde 1443 von einem der Schüler Tsongkhapas aus der Gelug-Schule des tibetischen Buddhismus gegründet, dem Geistlichen Jetsün Sherab Sengge (1383–1445).
Heutige Gyüme-Zentren, darunter die Gyudmed Tantric University und die Gyudmed Tantric Monastic School befinden sich in Gurupura, Hunsur Taluk, Distrikt Mysuru, Bundesstaat Karnataka, in Südindien.
Eine der Reformen des 13. Dalai Lama Thubten Gyatsho (1876–1933) war, „das Studium an einem der beiden Tantra-Colleges für alle zur Pflicht zu machen, die einen der beiden höheren Sutra-Geshe Titel erhalten haben“. Durch seine Ausbildungsreformen mussten alle Geshe Tsogrampas und Geshe Lharampas ihre Ausbildung entweder am Unteren oder Oberen Tantra-Kolleg fortsetzen, wobei es von ihrem Herkunftsort abhing, welches Kolleg sie besuchten. In den Tantra-Kollegs werden sie Geshe Karampa genannt. Dort müssen sie mindestens ein Jahr lang studieren. Mönche studieren privat mit individuellen Lehrern. Diejenigen im Unteren Tantra-Kolleg studieren die Tantra-Textbücher, die von Gyü Sherab Sengge (1383–1445) geschrieben wurden, diejenigen im Oberen Tantra-Kolleg folgen denen von Gyüchen Künga Döndrub (1419–1486).

„The Gelukpa tantric study programme at such colleges was known for its austere strictness, and, at Gyume, was accessible only to superior monks from Ganden, Sera and Drepung.“

Das Untere Tantra-Kolleg steht seit 2007 auf der Liste der Denkmäler des Autonomen Gebiets Tibet (4-15).